# どっちーも
どっちーもは、京王電鉄が発売する二区間定期券である。

## 概要
京王電鉄は利用客のライフスタイルに合わせて、新宿駅・新線新宿駅までの定期券で渋谷駅、または渋谷駅までの定期券で新宿駅・新線新宿駅での乗り降りができる定期券を2014年9月1日に発売開始した。愛称は「みんなで選ぼう！愛称決定戦」と題して2014年5月から6月にかけて、5つの愛称候補「プラスoneパス」、「どっちーも」、「デュアルパス」、「よりみち定期券」、「2WAYパス」投票が行われた結果、総数2637票のうち最多得票の「どっちーも」が選ばれた。「どっちーも」とは、新宿駅と渋谷駅のどちらも使える便利さを、楽しく、親しみやすい単語で表現したものである。

### どっちーも
明大前以西の各駅（明大前 - 吉祥寺を含む）から新宿駅・新線新宿駅及び渋谷駅を対象にしたものである。発売金額は、通勤定期券を対象に1箇月の場合プラス1,020円で、発売区間は以下の通りである。
- 明大前以西の各駅 - 新宿・新線新宿 + 渋谷（東松原 - 神泉での途中下車不可）
- 明大前以西の各駅 - 渋谷 + 新宿・新線新宿（代田橋 - 初台での途中下車不可）

### 多摩版どっちーも
2018年6月1日からは、調布以東の各駅（井の頭線全線を含む）から聖蹟桜ヶ丘駅及び京王多摩センター駅、京王永山駅を対象とした「多摩版」が追加された。発売金額は、通勤定期券を対象に1箇月の場合プラス1,020円で、発売区間は以下の通りである。
- 調布以東の各駅 - 聖蹟桜ヶ丘 + 京王永山（京王多摩川 - 若葉台での途中下車不可）
- 調布以東の各駅 - 聖蹟桜ヶ丘 + 京王多摩センター（京王多摩川 - 京王永山での途中下車不可）
- 調布以東の各駅 - 京王永山 + 聖蹟桜ヶ丘（西調布 - 中河原での途中下車不可）
- 調布以東の各駅 - 京王多摩センター + 聖蹟桜ヶ丘 （西調布 - 中河原での途中下車不可）

ただし、多摩版の「どっちーも」と新宿駅・渋谷駅が乗降可能な「どっちーも」の併用はできない。